# Gylling Haahr
Christian Gylling Haahr (født 14. november 1947, død 30. november 2021) var borgmester for Venstre i Varde Kommune fra 2007 til 2013.
Han overtog posten som borgmester i Varde Kommune fra Kaj Nielsen ved kommunalreformen i 2007. Tidligere var han borgmester i Helle Kommune.
Gylling Haahr var uddannet socialrådgiver og merkonom og havde en del erhvervserfaring og tillidsposter.
Haahr blev døbt Christian til fornavn, men blev fra barndommen kaldt ved sit mellemnavn "Gylling".